# 星山隆
星山隆（英語：Hoshiyama Takashi, 1957年12月1日—）是一位日本外交官。

## 生平
1957年出生于日本神奈川县，1991年获得庆应义塾大学商学部学士学位，同年进入外务省，1998年担任经济局国际机关第二课企画官兼外务省大臣官房文化交流部文化第二课，同年进入综合外交政策局国际社会协力部地球规模问题课企画官兼综合外交政策国际社会协力部国运行政课，1999年担任大臣官房总务课企画官兼欧亚局俄罗斯分局俄罗斯交流处处长，2001年担任欧洲局俄罗斯分局企画官兼欧洲局俄罗斯分局俄罗斯交流处处长，同年担任日本驻菲律宾大使馆参赞，2003年担任大臣官房文化交流部政策课长，2004年担任大臣官房情报通信课长，2005年担任世界和平研究所主任研究员，2006年担任大臣官房公关文化交流部综合计画课长，2008年担任日本驻马来西亚大使馆公使，2010年担任日本驻意大利大使馆公使，2013年担任宇宙航空研究开发机构国际部参事，2015年担任日本驻重庆总领事馆总领事，2017年担任地球环境展览研究机关首席研究总监，2019年担任立命馆亚洲太平洋大学教授，2020年担任日本驻博茨瓦纳大使。2022年离职。